# Baubo
Baubo (altgriechisch Βαυβώ Baubṓ) ist eine Gestalt der griechischen Mythologie, die besonders in den Mythen der frühen Orphiker auftaucht. Sie gehört zum Mythos der Fruchtbarkeitsgöttin Demeter. Die Gestalt Iambe aus den Homerischen Hymnen wird mit ihr identifiziert.

## Begriff
Schon der Name der Baubo weist auf die Verbindung zum eleusinischen Mysterienkult hin: Βαυβώ bedeutet „Leibeshöhle“ oder „Bauch“.
Baubo wird ebenso wie Iambe/Iambos als Paar (Baubo/Baubon) gesehen.

## Mythos
Baubo ist nicht direkt aus der griechischen Literatur bekannt, sondern nur durch die Polemiken christlich-römischer Autoren – vor allem Clemens von Alexandria, auf den sich Arnobius und Eusebius von Caesarea stützen – gegen die Mysterienkulte. Die christlichen Autoren zitieren dabei die antike orphische Dichtung, sodass deren Texte über Baubo so indirekt als Fragmente erhalten sind.
Baubo erscheint darin als eine Einheimische (wörtlich: γηγενεῖς) von Eleusis, der heutigen Stadt Elefsina.
Sie ist mit Dysaules verheiratet und die Mutter von Triptolemos und Eubuleus, sowie der Töchter Protonoe und Nesa (oder Nisa) oder nach der Lesung von Karl Müller der Mise.
Aus ihrer Rolle im eleusinischen Mysterienkult ergibt sich auch Baubos Aufgabe als Begleiterin der Demeter: Nach der Entführung ihrer Tochter Persephone durch den Unterweltsgott Hades trauert Demeter und wird von Baubo durch obszöne Scherze aufgemuntert. Zu diesen Scherzen gehörte auch das Entblößen der Vulva (Anasyrma).
Bei Arnobius wird beschrieben, wie Baubo, eine Einwohnerin von Eleusis, die von der Suche nach ihrer Tochter völlig erschöpfte Demeter (Ceres bei Arnobius) bei sich aufnimmt, sie bittet, sich nicht ganz zu vernachlässigen, ihr Kykeon bringt, einen Mischtrank aus Wein und Getreide, den die Göttin aber ablehnt und sich in keiner Weise in ihrer Trauer ermuntern lässt. Da greift Baubo zu anderen Mitteln: Sie geht und macht ihren Unterleib glatt und weich wie ein Kind (d. h. wohl, dass sie die Schambehaarung rasiert), dann kehrt sie zurück, beginnt Scherze zu treiben und deckt schließlich ihren glatten Unterleib auf.
Und Clemens von Alexandria zitiert aus den Orphika die entsprechende Stelle:
Sprach’s und raffte empor die Gewänder und zeigte

die ganze Bildung des Leibs und schämte sich nicht.

Und der kleine Iakchos

Lachte und schlug mit der Hand der Baubo unter die Brüste.

Wie nun die Göttin dies merkte,

da lächelte gleich sie von Herzen,

Nahm dann das blanke Gefäß, in dem ihr der Mischtrank gereicht war.

## Terrakottafiguren

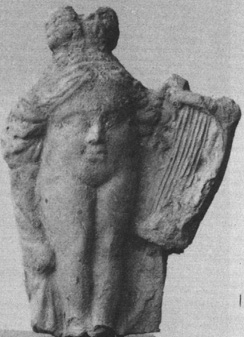
Griechische Terrakotta-Figur einer Baubo, gefunden in Priene. Der nackte Unterleib ist als Gesicht gestaltet.

Als kunstgeschichtlicher Begriff werden als Baubo-Figurinen oder kurz Baubos eine Gruppe relativ kleiner Terrakotta-Figurinen bezeichnet, die vorwiegend aus dem griechisch-römischen Ägypten stammen und kauernde Frauen mit entblößter Vulva zeigen. Man vermutet, dass sie dem Kult der Isis bzw. der synkretistischen Verschmelzung von Isis und Demeter sowie von Osiris und Dionysos zuzuordnen sind. Die Bezeichnung geht wohl auf eine von Margaret Murray in einem Artikel über Darstellungen weiblicher Fruchtbarkeit geprägte Klassifizierung zurück.
Einige Terrakottafiguren aus dem Demeter-Heiligtum von Priene zeigen Frauen mit nacktem Unterleib, der als Gesicht gestaltet ist.

## Interpretationen
Nach Ansicht von Charles Picard, Marie-Joseph Lagrange und Alfred Loisy wird Baubo gemeinsam mit Iambe als Personifikation der Sexualität gedeutet.
Nach Ansicht anderer hatten die ihr zugeordneten Kulthandlungen apotropäische Bedeutung. So bemerkt Arnobius ausdrücklich, dass die Geste der Baubo als Parallele und Entsprechung zur Präsentation des Phallos im Kult des Dionysos zu sehen ist. Dementsprechend hat man gefolgert, dass die Baubo-Darstellung (also Frauenbildnisse mit entblößtem Unterleib, meist mit weit gespreizten Schenkeln) eine apotropäische Vulva sei, so wie das Fascinum ein apotropäischer Phallos ist.
Ludwig Radermacher, Erwin Rohde und Robert Eisler vermuten den Ursprung der Gestalt Baubo in einem hundsgestaltigen, weiblichen Schreckdämon aus dem Gefolge der Hekate analog zu Gorgo, Gello, Mormo und anderen.
Es wurde spekuliert, ob der Scherz der Baubo darin bestand, dass sie sich ein Bauchgesicht aufgemalt hat und dieses Gesicht das im orphischen Fragment erwähnte (bartlose) Kind Iakchos sei.
Ebenso wird überlegt, ob sich Iakchos unter Baubos Gewand befand.

## Rezeption

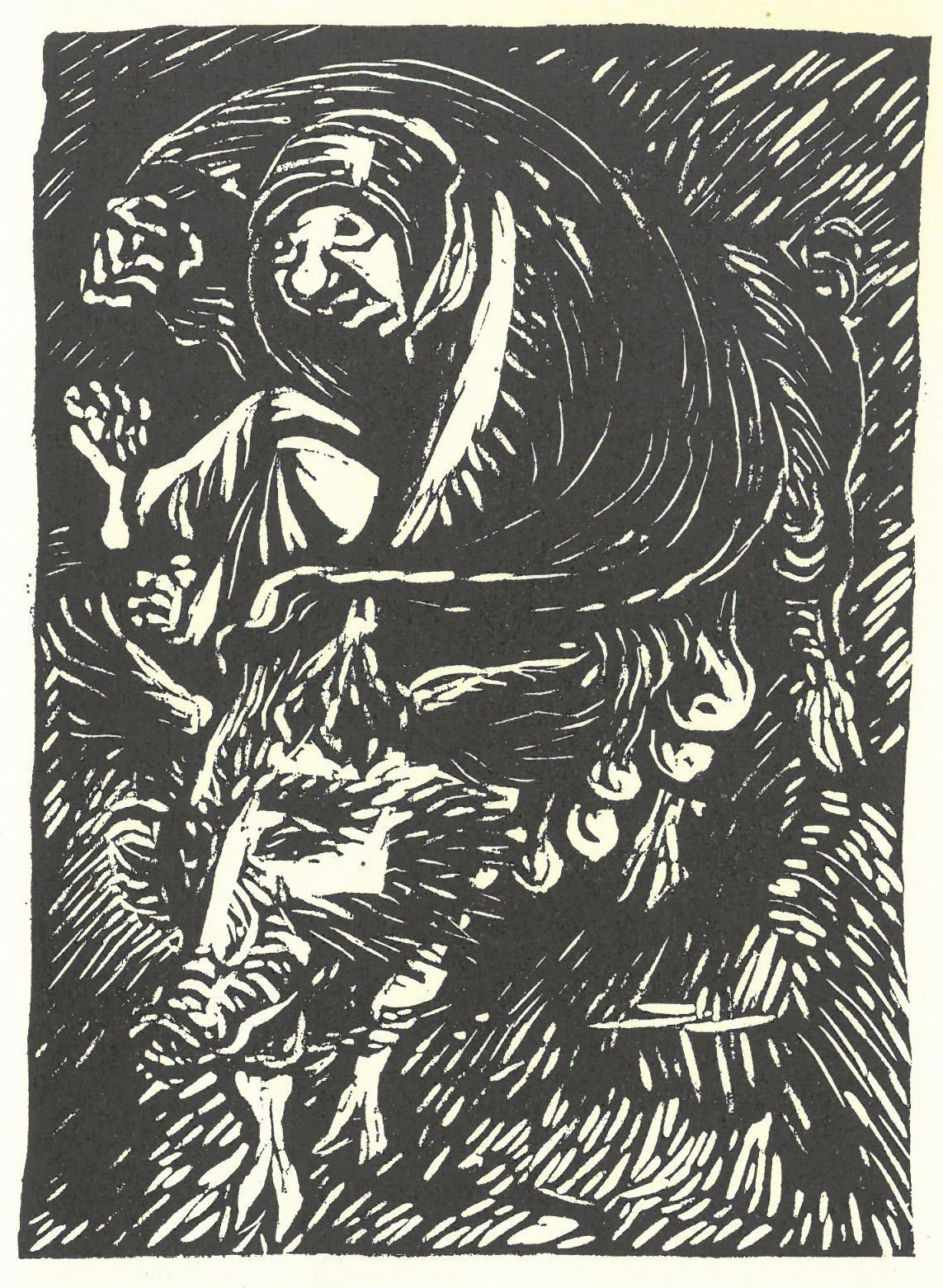
Ernst Barlach: Die Hexe Baubo, Teil der Walpurgisnacht, Holzschnitt nach Goethes Faust, 1923

Moderne Rezeption erfuhr Baubo am prominentesten in Goethes Drama Faust: Der Tragödie erster Teil (1808), wo sie als Teilnehmerin in der Walpurgisnacht erscheint:
  Stimme.

Die alte Baubo kommt allein,

Sie reitet auf einem Mutterschwein.

  Chor.

So Ehre dem, wem Ehre gebürt!

Frau Baubo vor! und angeführt!

Ein tüchtig Schwein und Mutter drauf,

Da folgt der ganze Hexenhauf.
Goethes Beschreibung war vielleicht von antiken Terrakottastatuen inspiriert, die eine nackte, auf einem Schwein reitende Frau, möglicherweise Baubo, zeigen. Allerdings könnte es auch sein, dass diese Statuen erst durch Goethe mit Baubo identifiziert wurden. So gelangte 1848, also deutlich nach Goethes Bezugnahme in Faust, eine antike ägyptische Terrakottastatue in den Besitz der Antikensammlung Berlin (Inventarnummer TC 4875). Dass diese im Katalog „Baubo auf dem Schwein“ genannt wurde, scheint jedoch bereits durch Goethes berühmte Passage beeinflusst gewesen zu sein. Goethes Zitat wird aufgenommen bei Settembrini in Thomas Manns Der Zauberberg.

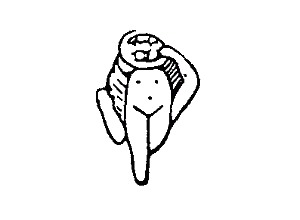
Sigmund Freud: Skizze einer Terrakotta-Figurine aus Priene (heute Antikensammlung Berlin, TC 8615), 1916: „Sie zeigen einen Frauenleib ohne Kopf und Brust, auf dessen Bauch ein Gesicht gebildet ist; der aufgehobene Rock umrahmt dieses Gesicht wie eine Haarkrone.“

Auch ein Aphorismus in Friedrich Nietzsches Fröhlicher Wissenschaft erwähnt Baubo: „Vielleicht ist die Wahrheit ein Weib, das Gründe hat, ihre Gründe nicht sehen zu lassen? Vielleicht ist ihr Name, griechisch zu reden, Baubo?“ Nietzsche, selbst Klassischer Philologe, nutzt in diesem gelehrten Witz die Verknüpfung des Baubo-Mythos sowohl mit Witz und Kreativität als auch mit dem Moment des „Entblößens“, der auch in der wissenschaftlichen Geste der „Ent-Deckung“ wichtig ist. Baubo scheint so als Personifikation von Nietzsches Konzeption einer fröhlichen, kreativen Wissenschaft zu dienen.
Sigmund Freud stieß auf eine der Abbildungen der als Baubo identifizierten Terrakotten aus Priene und brachte sie mit dem klinischen Fall eines Patienten in Verbindung, dem das Wort „Vaterarsch“ im Kopf herumschwirrte, mit dem verbundenen Bild des Vaters als „nackte[m], mit Armen und Beinen versehenen Unterkörper [...], dem Kopf und Oberkörper fehlten. Die Genitalien waren nicht angezeigt, die Gesichtszüge auf dem Bauch aufgemalt.“ Freud konnte sich zunächst wenig Reim auf dieses Bild machen, bis er eine Terrakotta-Figur aus Triene fand (heute Antikensammlung Berlin, TC 8615), die, so glaubte er, „volle Übereinstimmung mit dem Zwangsbild meines Patienten zeigt“.
Eine moderne Rezeption im Sinne der Rückbesinnung auf Mythologie in der DDR-Literatur der 80er Jahre ist die Erzählung Baubo von Franz Fühmann.

## Ähnliche Mythen
Das symbolische Ritual der Enthüllung der Vulva, häufig durch eine Göttin, zur Lösung einer angespannten Situation wird Anasyrma oder auch Ana-suromai genannt und findet sich in vielen Mythen wieder, so zum Beispiel im Mythos der Hathor, der Heket, der Baba/Ba’u/Baev und der Ame-no-uzume/Ame-no-uzume-no-mik.